# 2020년 하계 올림픽 보츠와나 선수단
2020년 하계 올림픽 보츠와나 선수단은 2021년 일본 도쿄에서 열린 2020년 하계 올림픽에 참가한 올림픽 보츠와나 선수단이다.
보츠와나는 2020년 도쿄 하계 올림픽에 출전했다. 원래 2020년 7월 24일부터 8월 9일까지 열릴 예정이었던 올림픽은 코로나19 범유행으로 인해 2021년 7월 23일부터 8월 8일로 연기되었다. 이는 보츠와나가 하계 올림픽에 11회 연속 출전한 것이었다.

## 출전 선수
| 종목 | 남자 | 여자 | 전체 |
| ---- | ---- | ---- | ---- |
| 육상 | 6    | 3    | 9    |
| 복싱 | 1    | 1    | 2    |
| 수영 | 1    | 0    | 1    |
| 역도 | 0    | 1    | 1    |
| 전체 | 8    | 5    | 13   |

## 같이 보기
- 올림픽 보츠와나 선수단